# Ренау, Жозеп
Жозе́п Рена́у Беренге́р (исп. Josep Renau Berenguer, 1907, Валенсия, Испания — 11 октября 1982, Берлин, ГДР) — испанский революционер, художник, муралист, фотограф. Основатель Союза пролетарских писателей и артистов.

## Биография

### Краткая биография
В годы войны Ренау занимал пост директора музея Прадо. После поражения республики Жозеп Ренау жил в иммиграции во Франции, Мексике (работал вместе с Давидом Альфаро Сикейросом), ГДР. В 1976 году он вернулся в Испанию и в 1982 году умер в возрасте 75 лет.

### Роль в искусстве

#### Спасение ценностей музеяПрадо
В годы гражданской войны в Испании Жозеп Ренау был генеральным Директором Управления изящных искусств. Согласно его рассказам, картины спасались персоналом, возглавляемым им, от возможного уничтожения в ходе боев за Мадрид с большими предосторожностями: их везли из Мадрида в Валенсию на грузовиках, всегда только ночью, по второстепенным, часто проселочным дорогам и со скоростью, не превышающей 15 километров в час.
Именно Жозеп Ренау, как генеральный директор музея Прадо, заказал Пабло Пикассо картину для испанского павильона на Всемирной выставке в Париже 1937 года, став, таким образом, тем, из-за кого появилась знаменитая картина «Герника».

## Галерея
- Мозаика во дворе Университета Валенсии, воссозданная в 2007 году

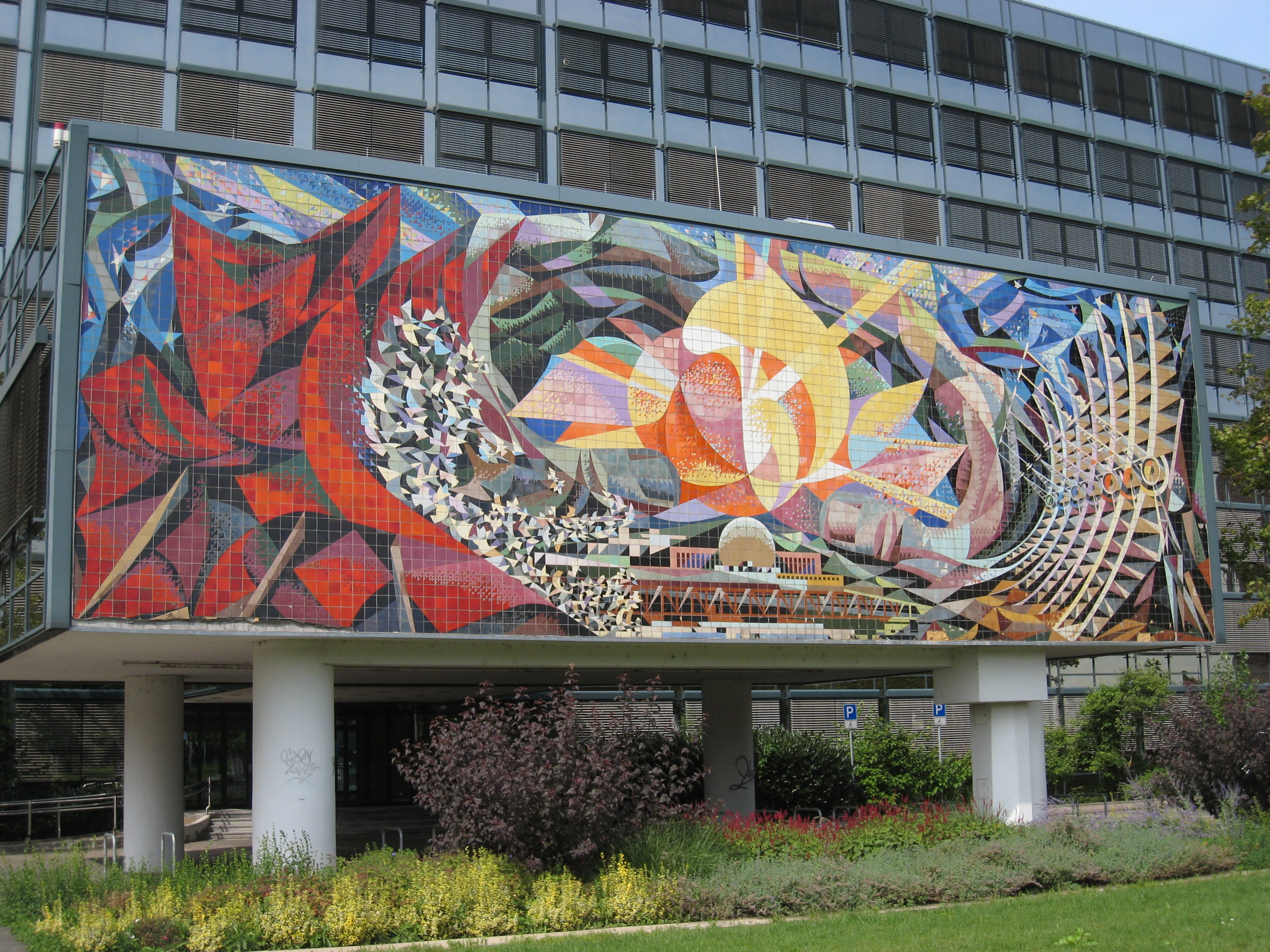
Мозаика «Мирное использование атомной энергии» в Галле
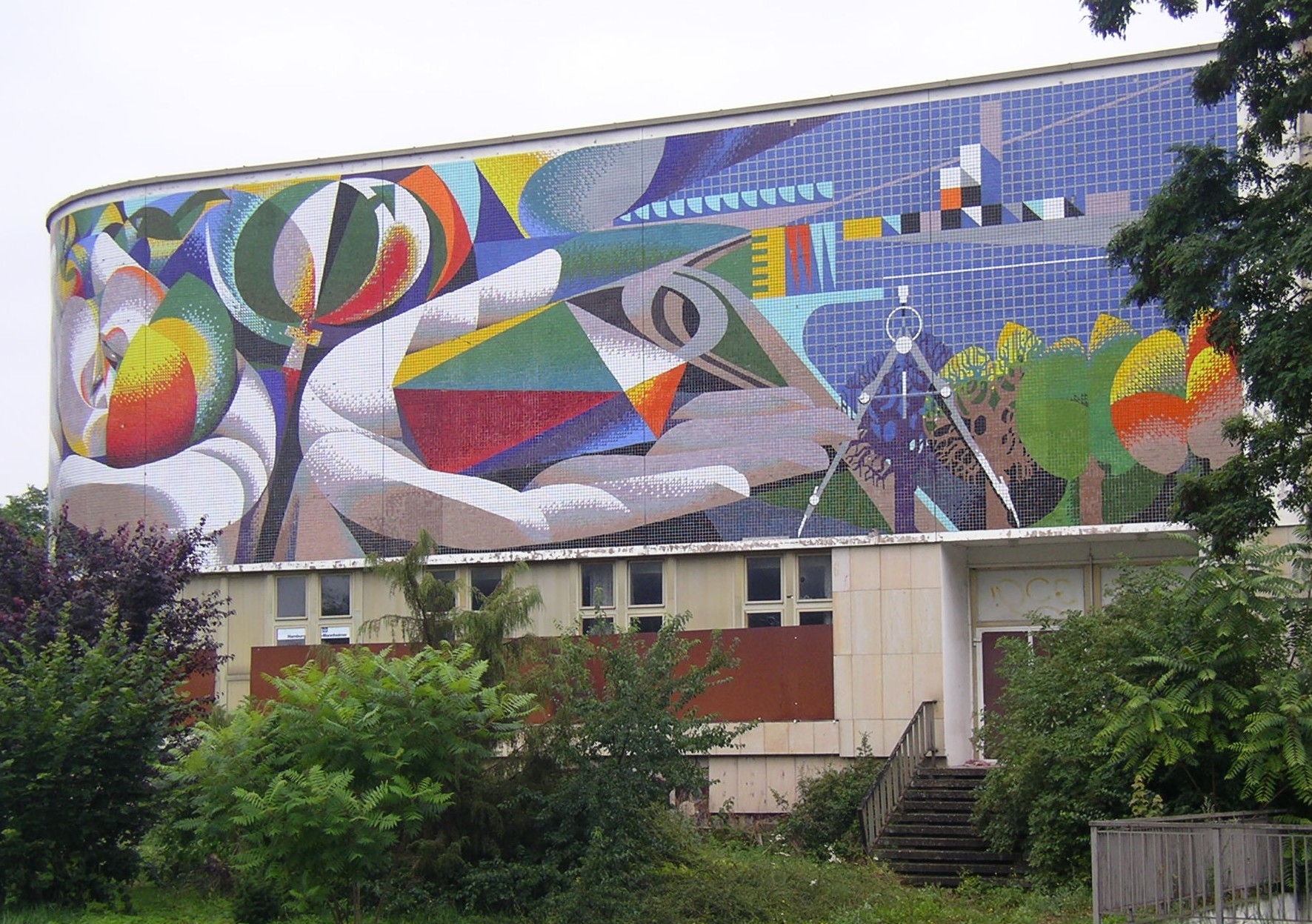
Мозаика «Взаимосвязь человека с природой и техникой», в Эрфурте